# دانیلو سودیمو
دانیلو سودیمو (انگلیسی: Danilo Soddimo؛ زادهٔ ۲۷ سپتامبر ۱۹۸۷) بازیکن فوتبال اهل ایتالیا است.
از باشگاه‌هایی که در آن بازی کرده‌است می‌توان به باشگاه فوتبال آنکونا، باشگاه فوتبال سالرنیتانا، باشگاه فوتبال فروزینونه، باشگاه فوتبال سمپدوریا، و باشگاه فوتبال دلفینو پسکارا اشاره کرد.
وی همچنین در تیم‌های ملی فوتبال زیر ۱۸ سال ایتالیا، زیر ۱۹ سال ایتالیا، و زیر ۲۱ سال ایتالیا بازی کرده‌است.